# Podprsenka
Podprsenka je součást dámského oděvu (spodního prádla, sportovního oblečení nebo plavek) sloužící k zahalení, podpoře, zvýraznění nebo modelaci tvaru a velikosti prsů.

## Historie

### Antika a středověk

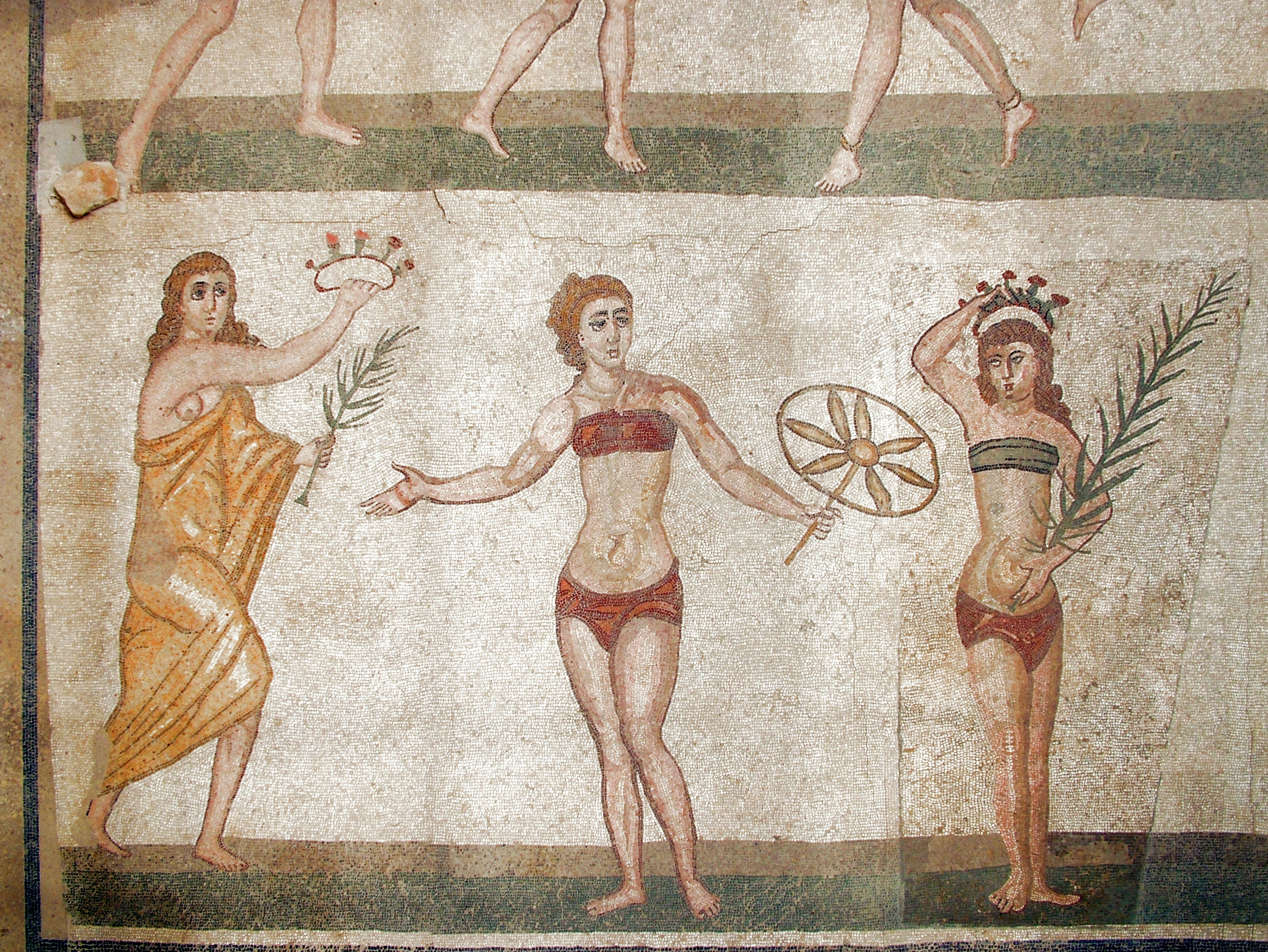
římská fascia pectoralis

Bandáž ženského poprsí lze vidět již na pravěkých malbách objevených v Anglii v Norfolku.
Přestože ženy antického Řecka dávaly přednost tomu, aby vynikla jejich přirozená krása a k zahalení hrudi využívaly jen svrchní šat, existovaly výjimky, jako například (nejen) ve Spartě, kde ženy nosily strophion, podpěru ňader, která se upínala za krkem. Oproti tomu mastodeton byl pruh látky omotaný kolem poprsí, zpevňující ho proti nepatřičnému pohybu například při sportu.
Obdobu mastodetonu nosily římské ženy, jejichž prsní stuha zvaná fascia mamilla (také fascia pectoralis, mamilare), která zahalovala i zpevňovala ňadra, avšak zároveň je i zplošťovala a bránila jejich vyniknutí, se nosila pod oděvem, a mohla sloužit i jako část svrchního oděvu.
V roce 2008 při rekonstrukčních pracích na zámku Lengberg ve východním Tyrolsku (Rakousko) byly objeveny čtyři podprsenky pocházející, podle výsledků radiokarbonového datování, z období 1440–1485. Dvě z těchto podprsenek vypadají jako dnešní podprsenky a byly vyrobeny z jemného plátna a cenné krajky.

### Novověk

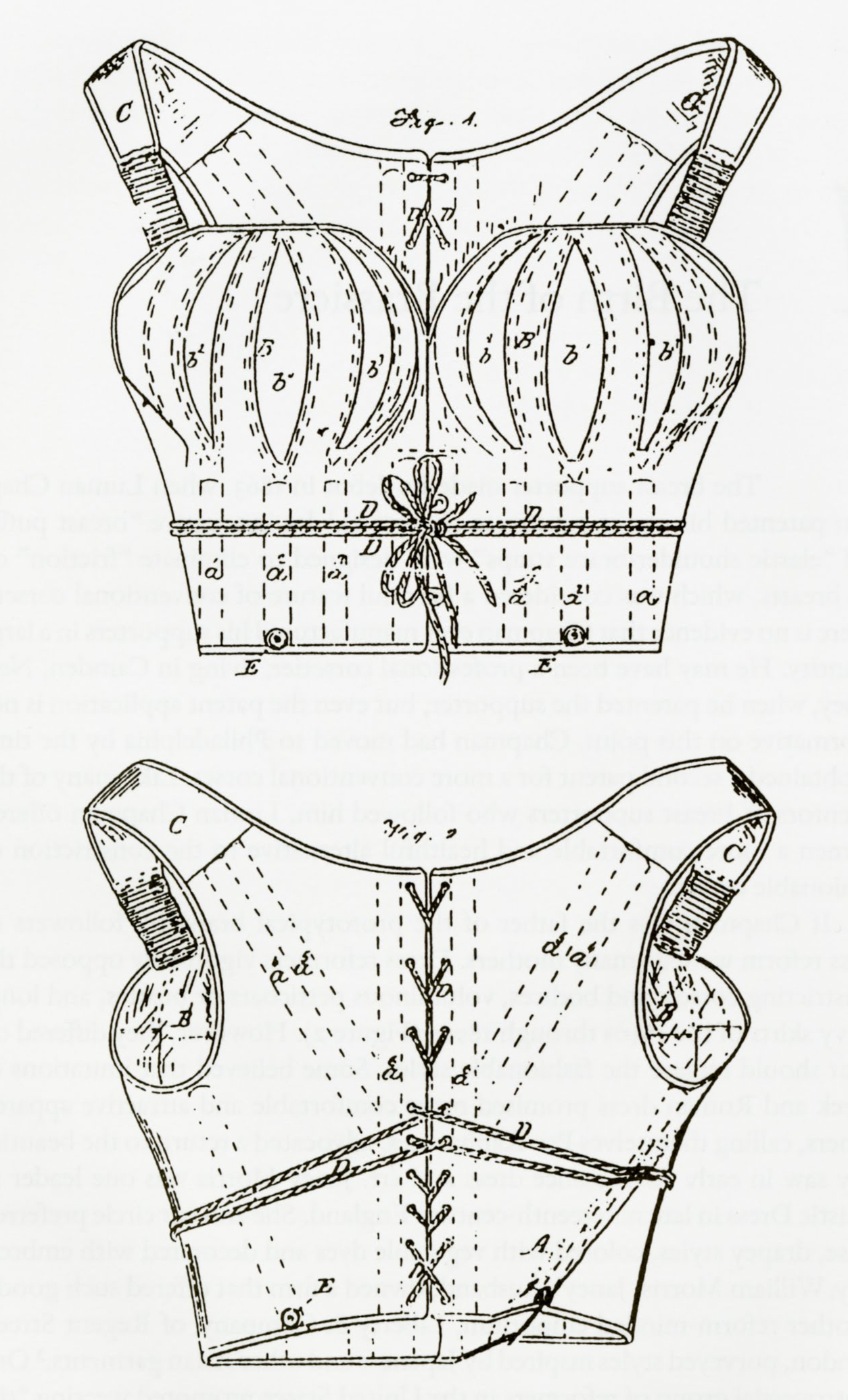
Patent Lumena L. Chapmana z New Jersey z roku 1863, který měl nahradit korzet.

Předchůdcem podprsenky byly korzet a šněrovačka. I když se často oba termíny zaměňují, dá se obecně říci, že korzet býval téměř výhradně spodní oděv, mnohdy prošitý pevnými kosticemi a pokrýval tělo od boků až po poprsí, šněrovačka byla sice pevně vyztužená, avšak převážně bez kostic a měla tvar písmene V, takže pokrývala tělo jen od pasu a přes ňadra, ukončena byla držením přes ramena a většinou se nosila jako svrchní oděv. Šněrovačka se zachovala dodnes jako součást krojového oblečení či kostýmů.
S výraznější změnou do světa korzetů a šněrovaček přišel až lékař z New Jersey Lumen L. Chapman roku 1863. Sám svůj vynález nazýval spíše jako alternativu ke korzetu, který si žena mohla obléci bez cizí pomoci. Velikostně pokrývala trup až téměř po pas, ve předu byly pevně šité košíčky bez opory, poskytující však jistý komfort. Šněrováním na zádech se dal celý úbor stáhnout a tkanicí vyvedenou do přední části utáhnout a svázat. Podobně jako šněrovačka byl oděv opatřen ramínky.
První patenty na podprsenku byly udělovány již koncem 19. století. O inovaci této části dámského spodního prádla byl nepochybně velký zájem, jak dokazují zápisy patentových úřadů.
Například v českých zemích to byl podnikatel Hugo Schindler z Teplic, který si u švýcarského patentového úřadu nechal svůj nápad zaregistrovat roku 1893 pod patentovým číslem 62 641. Neestetický vzhled podprsenky však nezaujal. Podobně dopadla i Christine Hardtová, hospodyňka z Drážďan, která si svůj patent živůtek jako podpěra prsou nechala zaregistrovat roku 1899, avšak ani její nápad příliš nenadchl.
V roce 1889 získala patent Francouzka Herminie Cadolle; její vynález lze již pokládat za první pokus o moderní podprsenku. a v roce 1893 představila svůj patent Američanka s českým jménem Marie Tucek pod názvem Breast supporter.
Avšak za skutečnou vynálezkyni moderní podprsenky bývá často považována až další Američanka – Marie Phelps Jacobová, která si ji vyrobila v roce 1910. Stalo se tak náhodou, kdy této mladé Američance z prominentní rodiny nevyhovoval na plese korzet, a tak se svojí služebnou vytvořila vytvořila základ moderní podprsenky ze dvou kapesníků a pásků. Jelikož byl její pohyb při tanci ladný, vzbudilo to v místních ženách zájem. V roce 1914 – 3. listopadu - si výrobek nechala patentovat pod jménem Caresse Crosbyová a svému vynálezu dala jméno Backless Brassiere. Zkoušela sama podnikat, ale záhy svůj vynález prodala firmě Warner Brothers Corset Company z Bridgeportu v Connecticutu za 1500 dolarů.
V Evropě se podprsenky sériově vyráběly již od roku 1912
Zásadní změna přišla v roce 1917, kdy americké úřady vyzvaly ženy, aby přestaly kupovat korzety, jejich kovový materiál tak posloužil ke stavbě válečných lodí (získalo se tím 28 000 tun oceli, což stačilo na 2 válečné lodě). Ženy už se k běžnému nošení korzetů nevrátily.

## Velikosti podprsenek
Velikosti podprsenek zavedli na trh manželé Rosethalovi v roce 1928. Ida Rosethalová byla dcera ruských židovských emigrantů, původně se jmenovala Ida Kaganovičová, později si příjmení změnila na Cohen. Krátce na to se provdala za Williama Rosethala. Roku 1921 si otevřela krejčovskou dílnu, o rok později si nechala zaregistrovat obchodní značku Maiden Form a od roku 1925 podnikal výhradně ve výrobě podprsenek.
Značení podprsenek v abecední řadě zavedla v roce 1935 výše zmiňovaná firma Warner Brothers Corset Company.
Pro určení správné velikosti podprsenky je nutné vzít krejčovský metr. Prsa se měří většinou bez podprsenky, pouze v případě větších nebo povislých prsou lze měřit v měkké (neboli nevyztužené) podprsence. K určení velikosti potřebujeme znát následující dva údaje:
- obvod pod prsy – měří se při výdechu, metr přiložíme opravdu natěsno (pod metr by neměl jít zasunout prst),
- obvod přes prsa – měří se přes nejobjemnější část prsou, metr by měl býti spíše na volno, než na těsno.
  - Pokud má žena větší poprsí, může se přes prsa měřit mírně předkloněná nebo v měkké podprsence.

### Obvod pod prsy

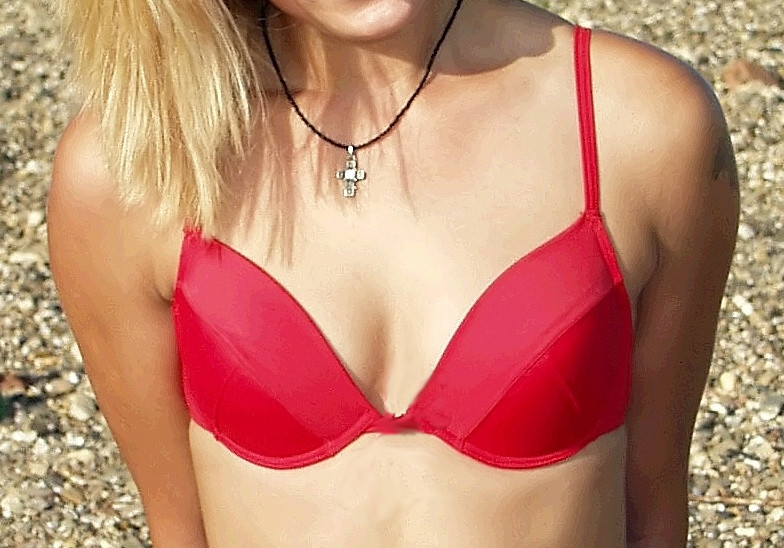
Červená podprsenka

Vzhledem k pružnosti materiálu, ze kterého se podprsenky vyrábí, doporučuje se z obvodu naměřeného pod prsy odečíst 5 až 10 cm k určení obvodu podprsenky, která bude plnit svoji podpůrnou funkci. Pokud si žena naměří pod prsy např. 83 cm, měla by nosit podprsenku s obvodem 75. Podprsenka s obvodem 75 se díky své pružnosti natáhne a nebude ženu tlačit. Pokud by si tato žena koupila na sebe obvod 85, koupila by si zbytečně velký obvod, který se díky své pružnosti navíc natáhne o další centimetry a tudíž ji podprsenka neposkytne tu správnou podporu pro prsa. Pokud by si koupila obvod 80, časem by podprsenka nejspíše také povolila na více než 83 cm. Jak správně určit velikost obvodu, lze vyčíst z následující tabulky.
| Obvod pod prsy (v cm)                 | 66 až 70 | 71 až 75 | 76 až 80 | 81 až 85 | 86 až 90 | 91 až 95 | 96 a více |
| Obvod podprsenky (EU)                 | 60       | 65       | 70       | 75       | 80       | 85       | 90        |
| Obvod podprsenky v britském číslování | 28       | 30       | 32       | 34       | 36       | 38       | 40        |

V tabulce jsou uvedeny i údaje obvodů v britském číslování, jsou zde uvedeny, protože se s tímto číslováním se můžeme setkat i v Česku, např. u značky Marks and Spencer.

### Obvod přes prsa
Nyní po určení velikosti obvodu lze přejít k určení velikosti košíčku. Již jsme si změřili obvod hrudníku a od něho odečteme obvod přes nejvyšší místo prsou. Např. žena si naměří obvod hrudníku 83 cm, obvod přes prsa bude mít 96 cm, 96–83 = 13 cm, čili by měla nosit košíček velikosti C.
| Rozdíl (v cm)    | 5 až 7 | 8 až 10 | 11 až 13 | 14 až 16 | 17 až 19 | 20 až 23 | 25 až 27 | 28 až 30 | 31 až 33 | 34 až 36 |
| Velikost košíčku | A      | B       | C        | D        | E        | F        | G        | H        | I        | J        |

Díky tomuto postupu by žena z příkladu nosila velikost 75F. Avšak při příchodu do prodejny by žena neměla odnášet podprsenku bez vyzkoušení. Tabulky určují velikost, s kterou by žena měla začít zkoušení. Případně ji může být obvod stále volný a bylo by lepší zvolit menší obvod. V tom případě by volila obvod 70. Znovu by provedla výpočet: 97–70 = 27 cm. Je zřejmé, že na obvodu 70 by musela volit větší košíček – konkrétně G (košíček u podprsenky 75F a 70G je přibližně stejně velký).
Opět se můžeme setkat s britským číslováním košíčků. Britové označují košíčky následovně: A – B – C – D – DD – E – F – FF – G – GG – H – HH – J – JJ – K – KK – L. Britské košíčky neodpovídají přesně evropskému značení. Košíček F v britském značení není stejný jako košíček F v evropském číslování. Taktéž není pravda, že košíčky se zdvojenými písmeny jsou mezičísla, ale jsou to plnohodnotné košíčky!

### Péče o podprsenku
Podprsenky je nejlépe prát ručně ve vlažné vodě a v jemném pracím prostředku. Pokud budete podprsenku prát v pračce, zvolte program na jemné prádlo a nikdy nepřidávejte aviváž. Ideální je si pořídit pro podprsenku síťový sáček. Podprsenky v něm vyperete šetrně a minimalizujete riziko zatržení krajek. Před praním podprsenku zapněte. Podprsenku nikdy neždímejte, pouze jemně vymačkejte vodu z košíčků a dejte prádlo uschnout na vhodné místo.
Podprsenka by se nikdy neměla sušit na radiátoru, na přímém slunci nebo v sušičce. Tímto způsobem ztrácí podprsenka na kvalitě a může se zcela zničit.

## Výběr podprsenky
Osmdesát až devadesát procent žen nosí podle výzkumů špatnou velikost podprsenky. Při koupi je totiž potřeba myslet nejen na správnou velikost košíčků, ale také na dobře vybraný obvod, správnou šířku ramínek a vhodný výběr materiálu.
Velikost košíčku musí odpovídat velikosti poprsí. Košíček ani kostice nesmí nikde tlačit a škrábat, ale ani nesmí odstávat. Prso nesmí být horní částí košíčku zmáčknuté. Ženy s větším poprsím často upřednostňují podprsenky bez kostic, protože jim kostice působí nepohodlí a odtlaky.
Podprsenky s větším objemem se vybírají také na základě šíře ramínek. Tenká se mohou nepříjemně zařezávat nebo sklouzávat. Naopak širší ramínka lépe sedí a pomáhají rozkládat tlak.
Dobře padnoucí musí být i obvod podprsenky, na kterém leží celá tíha prsou. Pokud se zadní díl prádla posouvá nahoru, je zapínání příliš volné. Pod obvodový pás by se vám měly vejít dva prsty, ne více. Při výběru je potřeba počítat s tím, že podprsenka se většinou po několika praních lehce natáhne.
Důležitý je také výběr střihu. Existuje celá řada střihů podprsenek, například push-up podprsenky, které poprsí zvětší, ale také minimizéry, které ho zmenší.
Podprsenka by měla být tedy zvolena nejen podle velikosti, ale také za jakým účelem bude nošena.

## Druhy podprsenek
Ženy si mohou nyní vybírat z velkého množství typů podprsenek:
- Push-up – vznikla za účelem zvětšit prsa o jednu až dvě velikosti. Jedná se o vyztuženou podprsenku, jejíž spodní část obsahuje vycpávky, které zvednou prsa a dělají plnější dekolt. Podprsence, která zvedne velikost prsou až od 2 až 3 čísla, se říká Super push-up. Jako první uvedla tuto podprsenku na trh společnost Wonderbra.
- Vyztužená – košíčky jsou vyztuženy z několika vrstev měkkého materiálu, aby pevně držely tvar poprsí. Jejím úkolem je plně zakrýt prsa a dát jim správný tvar.
- Sportovní – podporuje prsa při fyzické zátěži, nejčastěji sportu. Je mnohem robustnější než klasická podprsenka. Jejím hlavním účelem je minimalizovat pohyb prsou, zmírnit nepohodlí a snížit potenciální poškození vazů hrudníku.
- Plunge podprsenka – (dekoltka nebo decoplunge) – vpředu má mezi košíčky velmi nízký střed, je proto vhodná do šatů a topů s hlubokým výstřihem. Je také vhodná do plavek a pro ženy s většími prsy.
- Bezešvá – nemá žádné vycpávky, výztuže ani kostice pro podporu prsou, ale některé svým materiálem a střihem dokáží zajistit podporu jako podprsenky s výztuží. Bývá využívána nejvíce ženami s menšími prsy.
- S kosticemi – tento druh podprsenky má všité kostice (dříve byly dělané z drátu, nyní je materiál většinou z plastu), který jsou všity do podprsenky podél spodní části prsů až k místu mezi prsy. Kostice tak oddělují prsa a dodávají dobrou podporu a tvar. Jsou vhodné pro větší poprsí.
- Bez kostic – podprsenka, která nemá v košíčkách všité kostice a vhodná nejvíce pro domácí nošení či pro mladé dívky, kterým teprve rostou prsa a nepotřebují takovou podporu.
- Bardotka (half cup) – má speciální střih košíčků, které jsou níže sestřižené a ve vrchní části rovné. Bardotka má většinou boční kostice, které zaručují pevné držení prsou i po odepnutí ramínek. Některé bardotky mívají i silikonový pásek z vnitřní strany obvodu, který zabraňuje sklouznutí podprsenky z těla.
- Bandeau – bez ramínek.

## Zdravotní vliv

### Rakovina prsu
Podle teorie zveřejněné v knize Dressed to Kill v roce 1995 mají mít ženy nosící podprsenku podstatně vyšší riziko vzniku rakoviny prsu. Nošením podprsenky mají ženy narušovat tok lymfy, což by dle knihy mělo vést k hromadění toxinů a ke vzniku rakoviny prsu. Studie porovnávající zvyky tisícovky žen trpících rakovinou prsu se zvyky kontrolní skupiny skoro 500 žen podobného věku nicméně nenašla žádnou souvislost mezi nošením podprsenky a rizikem vzniku rakoviny.

### Povislost poprsí
Podle teorie Görana Samsioe by nošení podprsenky v raném věku mohlo způsobovat povislost prsů v pozdějším věku, neboť omezení volného pohybu by vedlo k nedostatečnému vývinu pružné tkáně.

## Fotografie

### Typy podprsenek

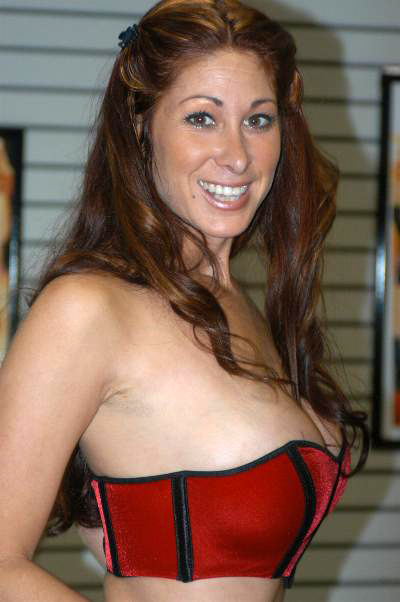
Bandeau podprsenka
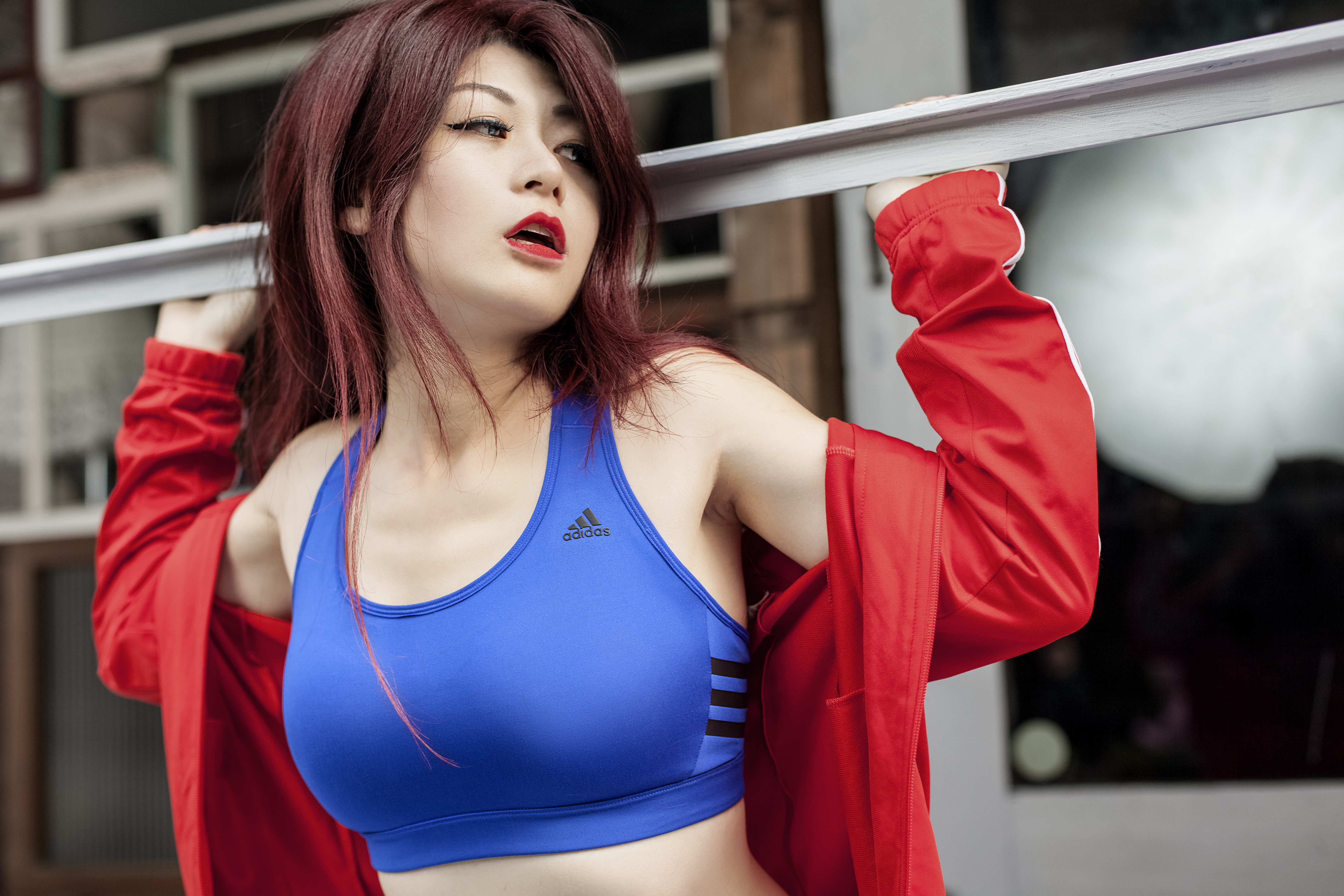
Sportovní podprsenka Adidas
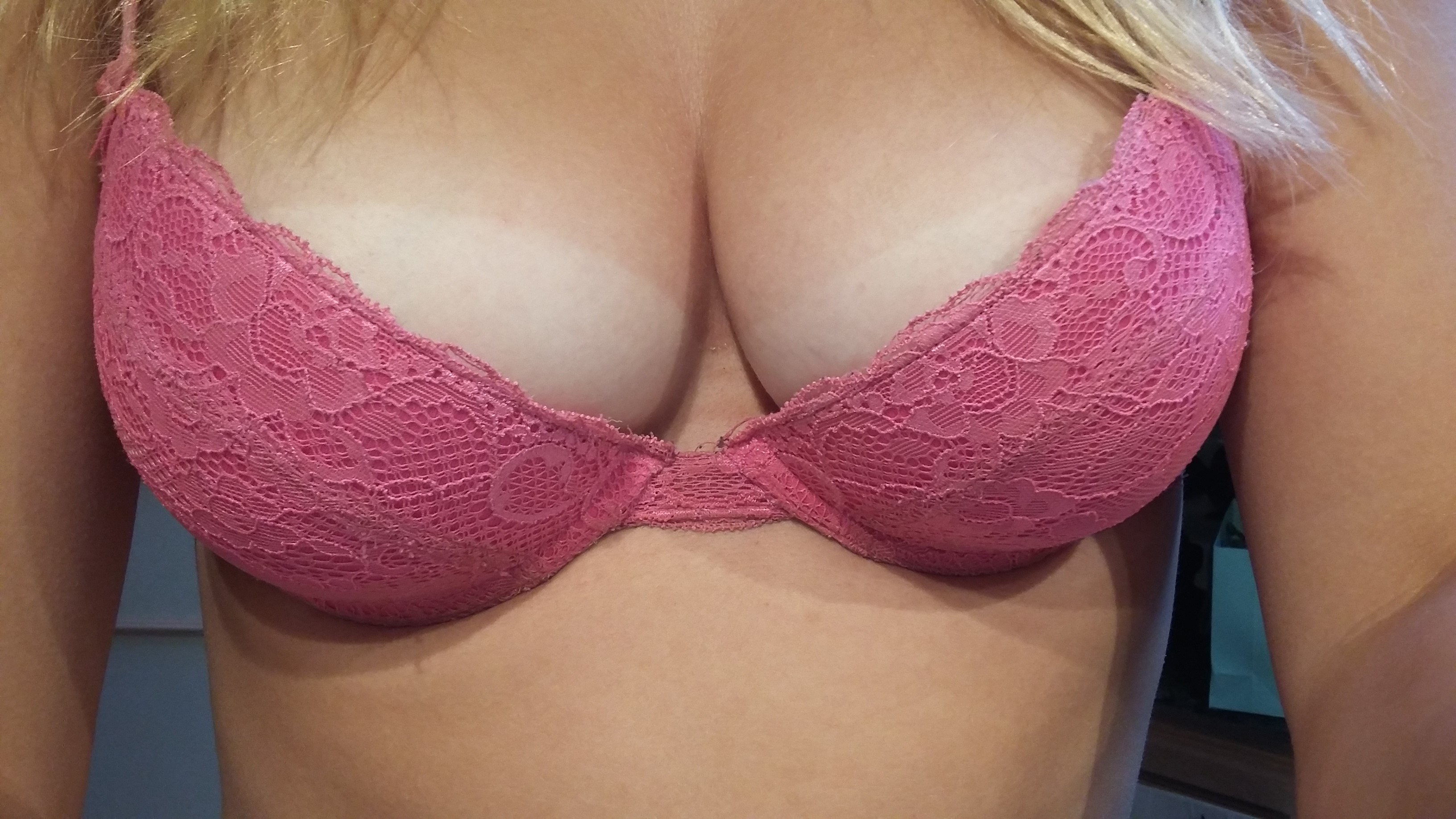
Podprsenka s kosticemi
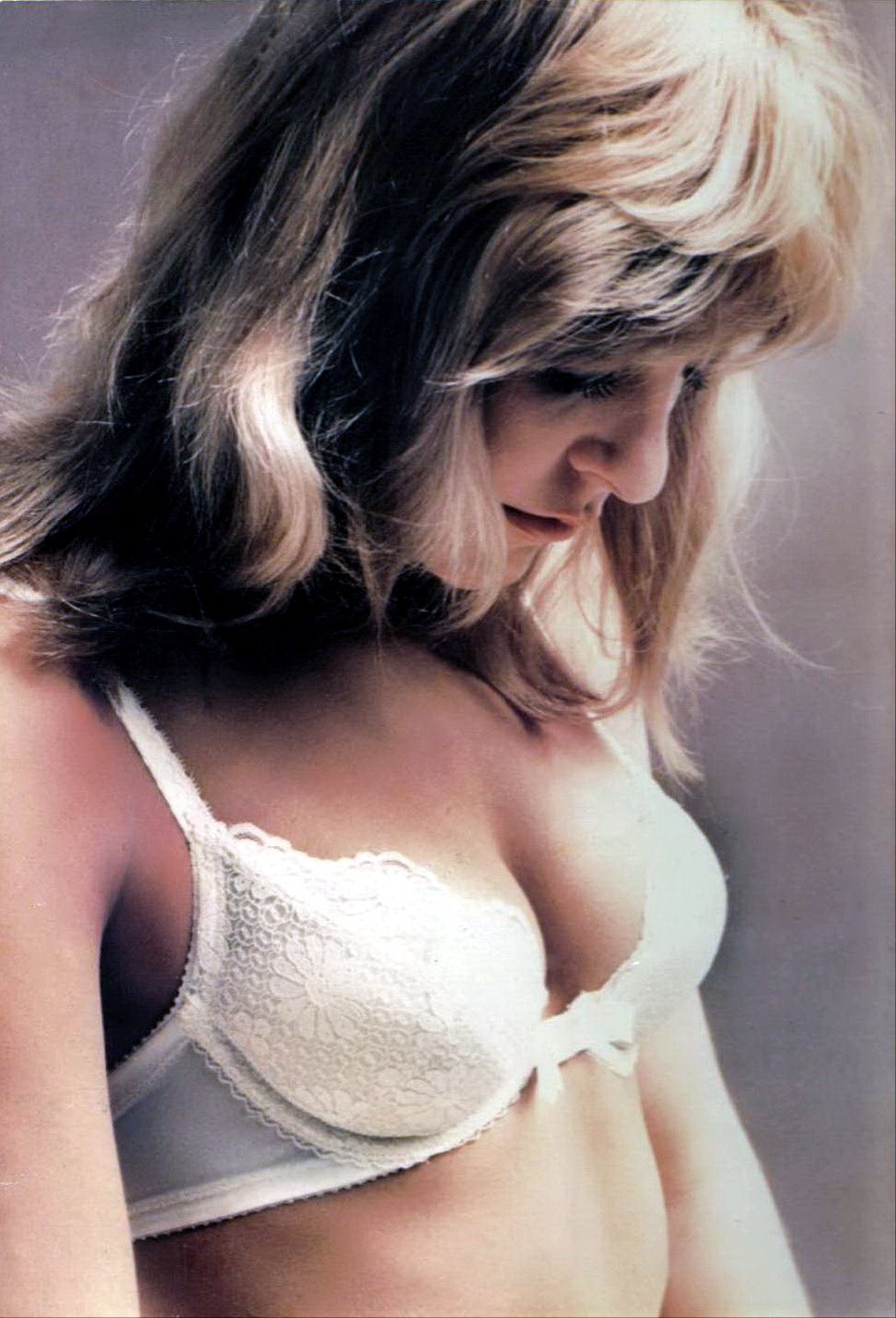
Push-Up podprsenka

### Detaily

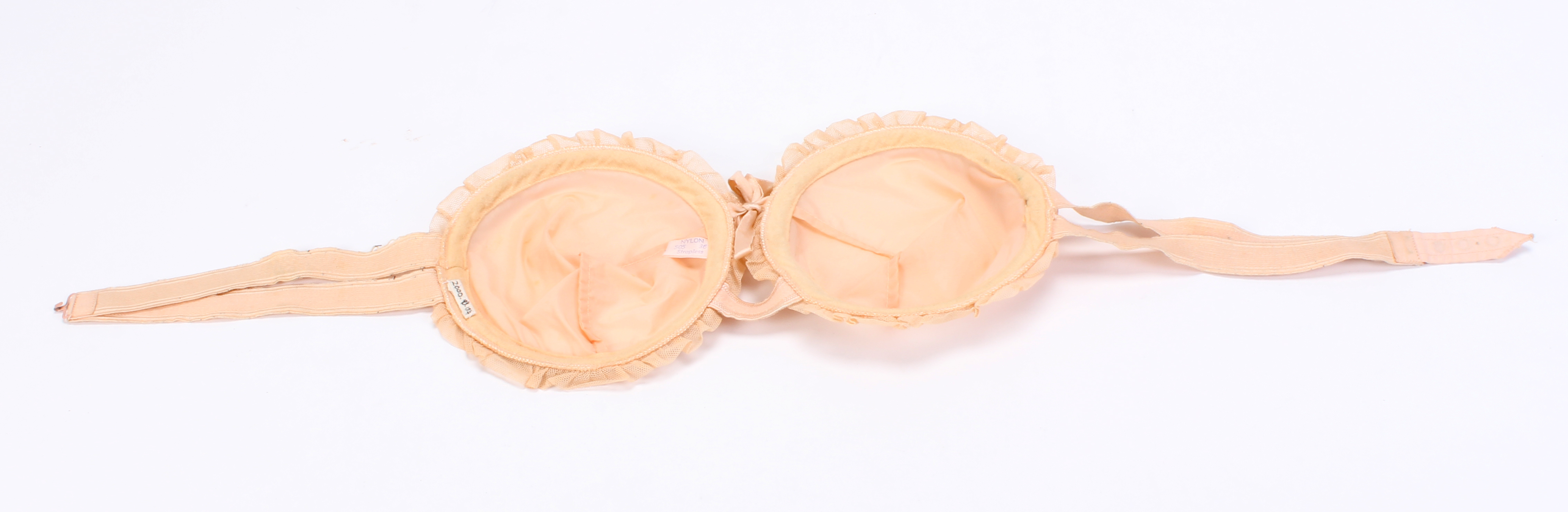
Košíčky
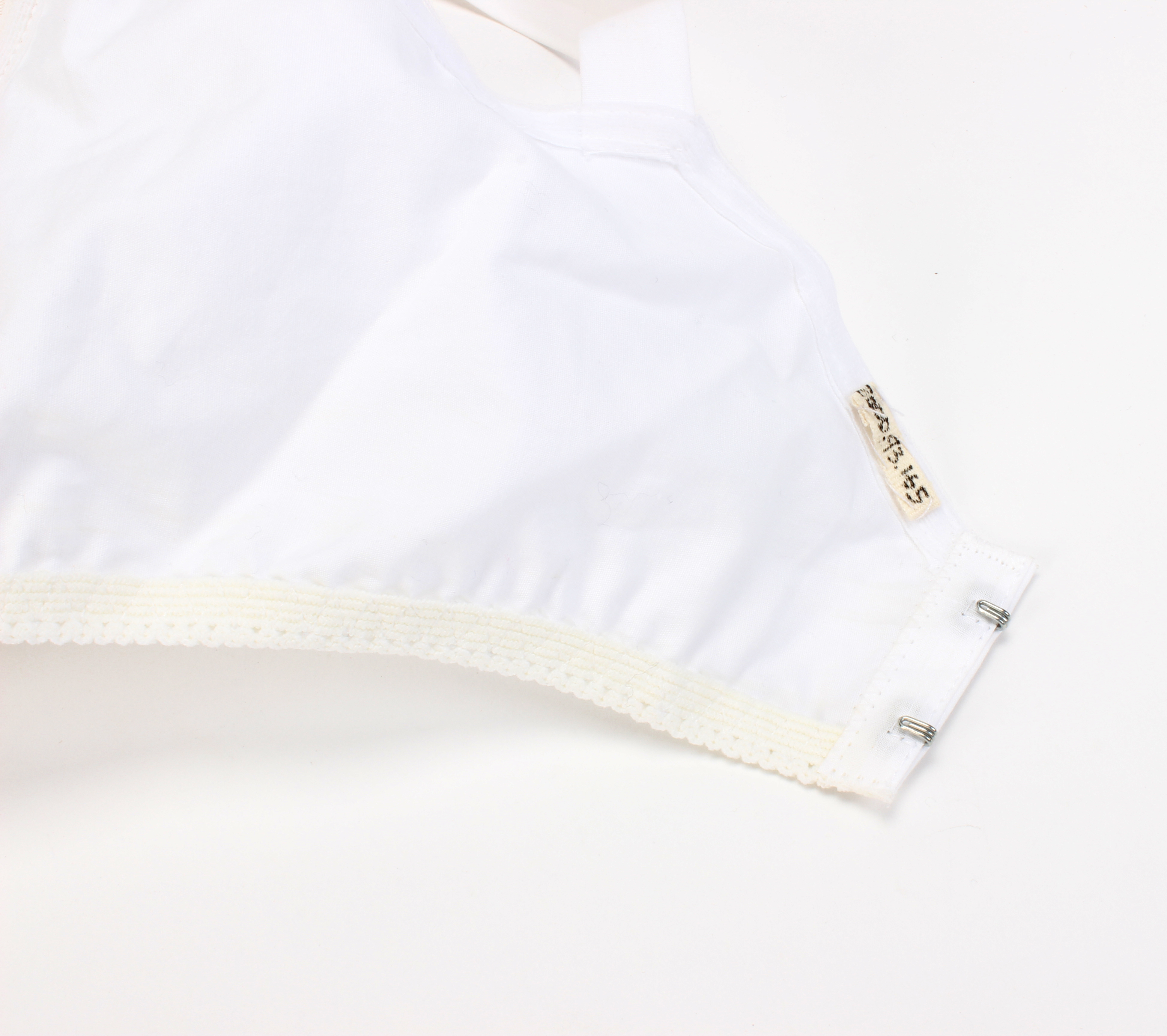
Zapínání
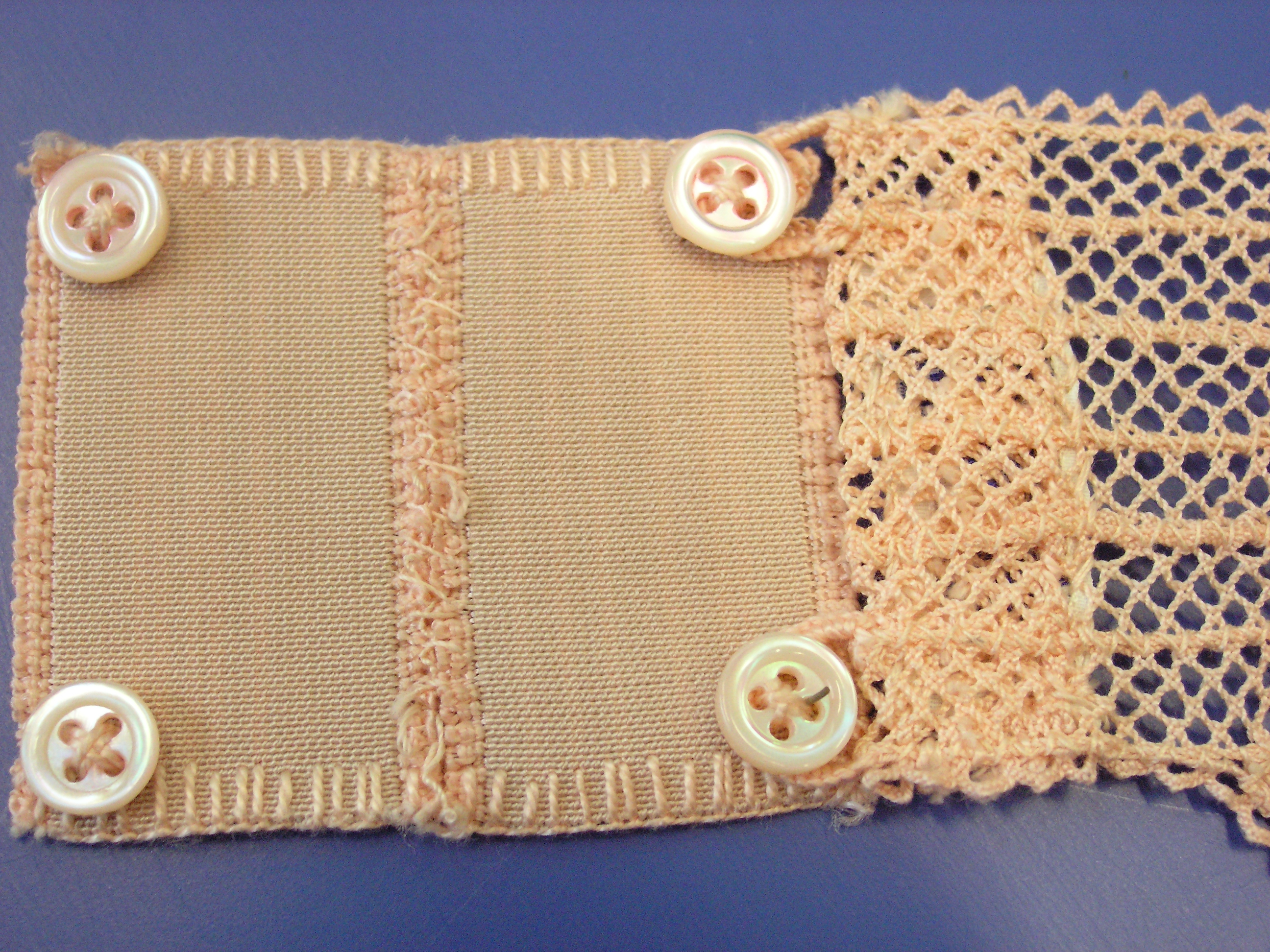
Starší verze zapínání
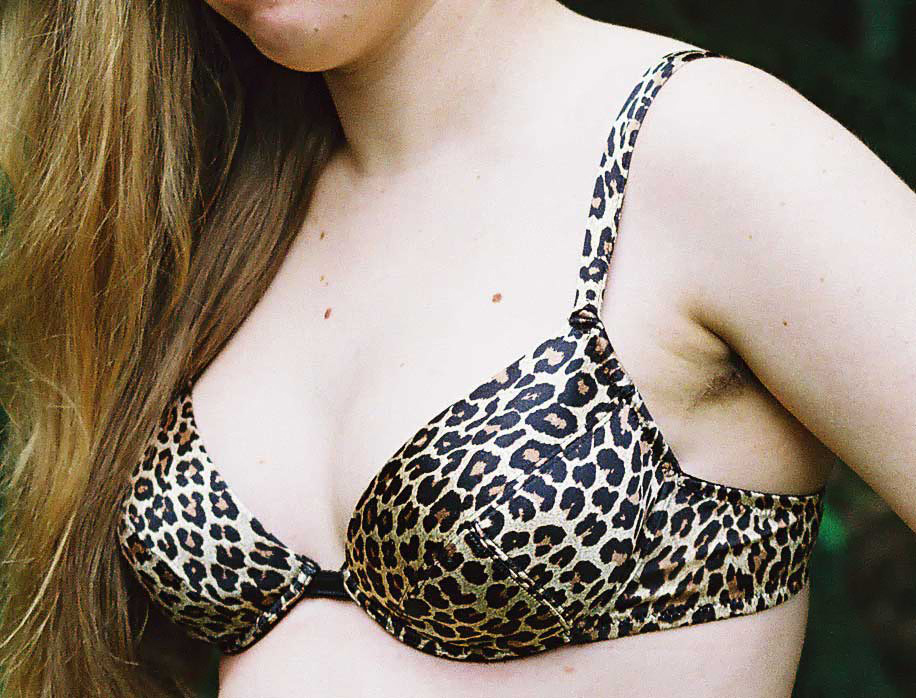
Podprsenka, pohled zepředu
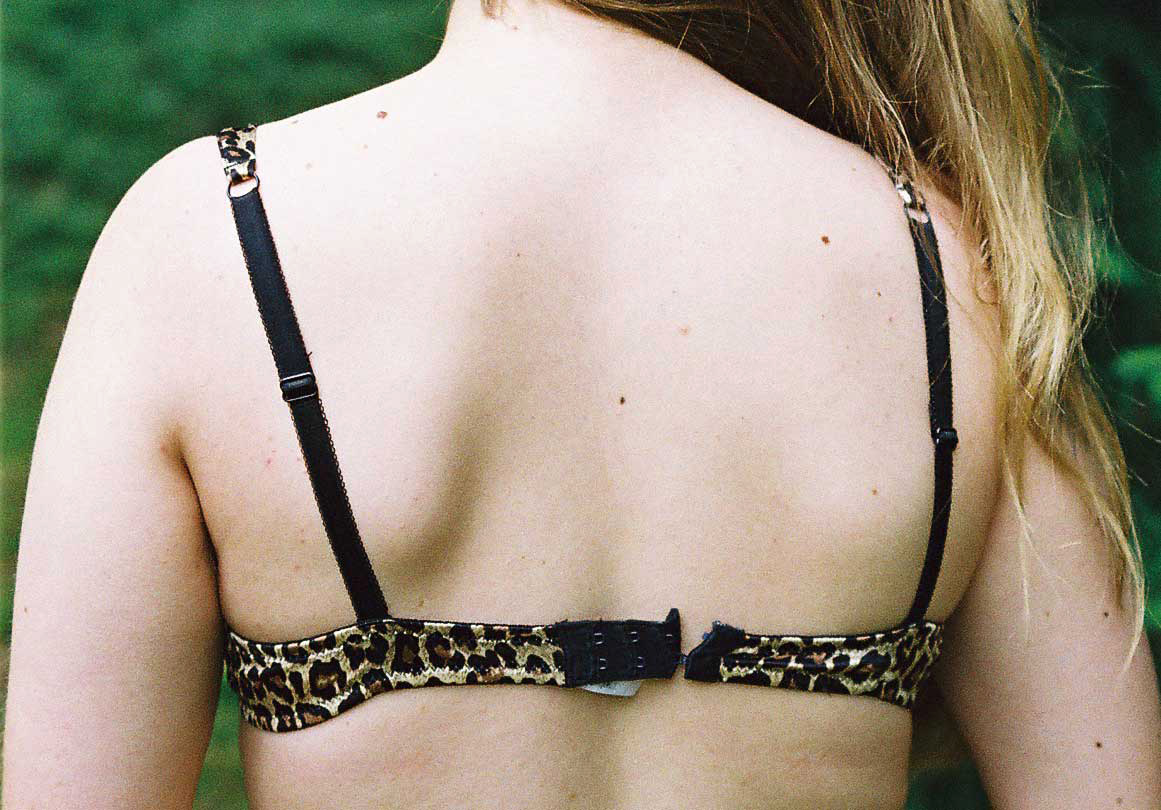
Podprsenka (napůl sepnutá), pohled zezadu

### Patenty na podprsenky

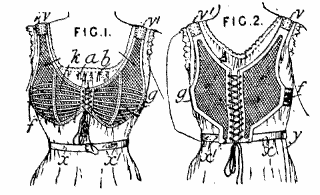
Podprsenka Herminie Cadolle z roku 1889
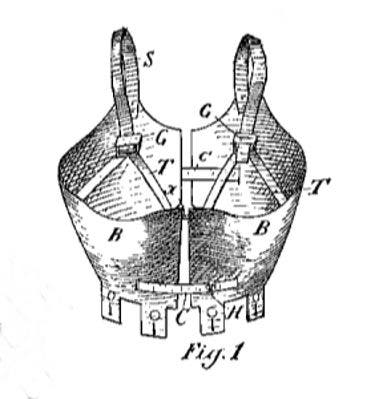
Patent Hugo Schindlera z roku 1893
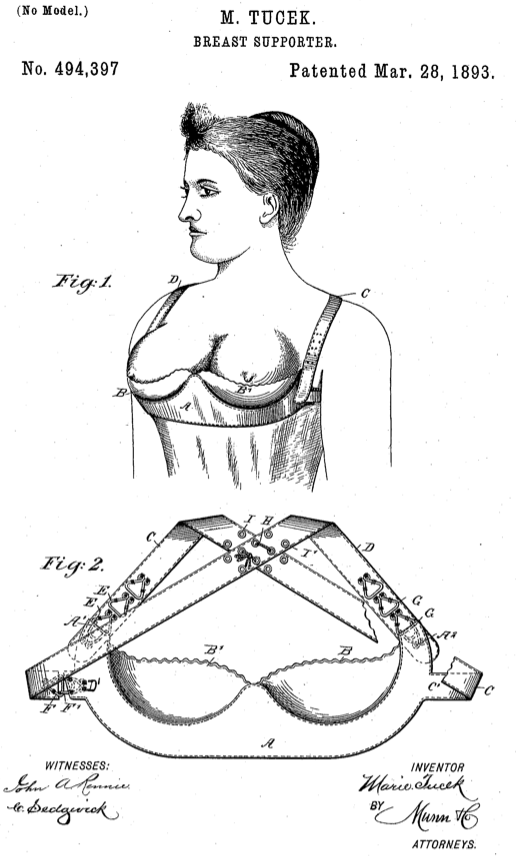
Patent Marie Tucek z roku 1893 Breast supporter
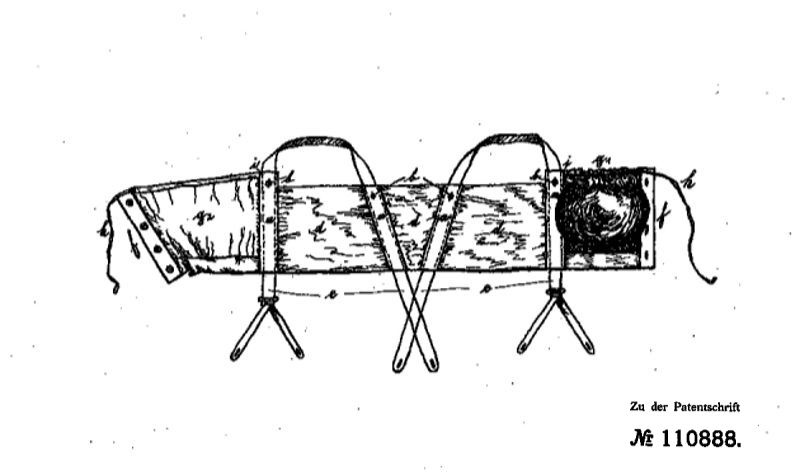
Patent Christine Hardt z roku 1899
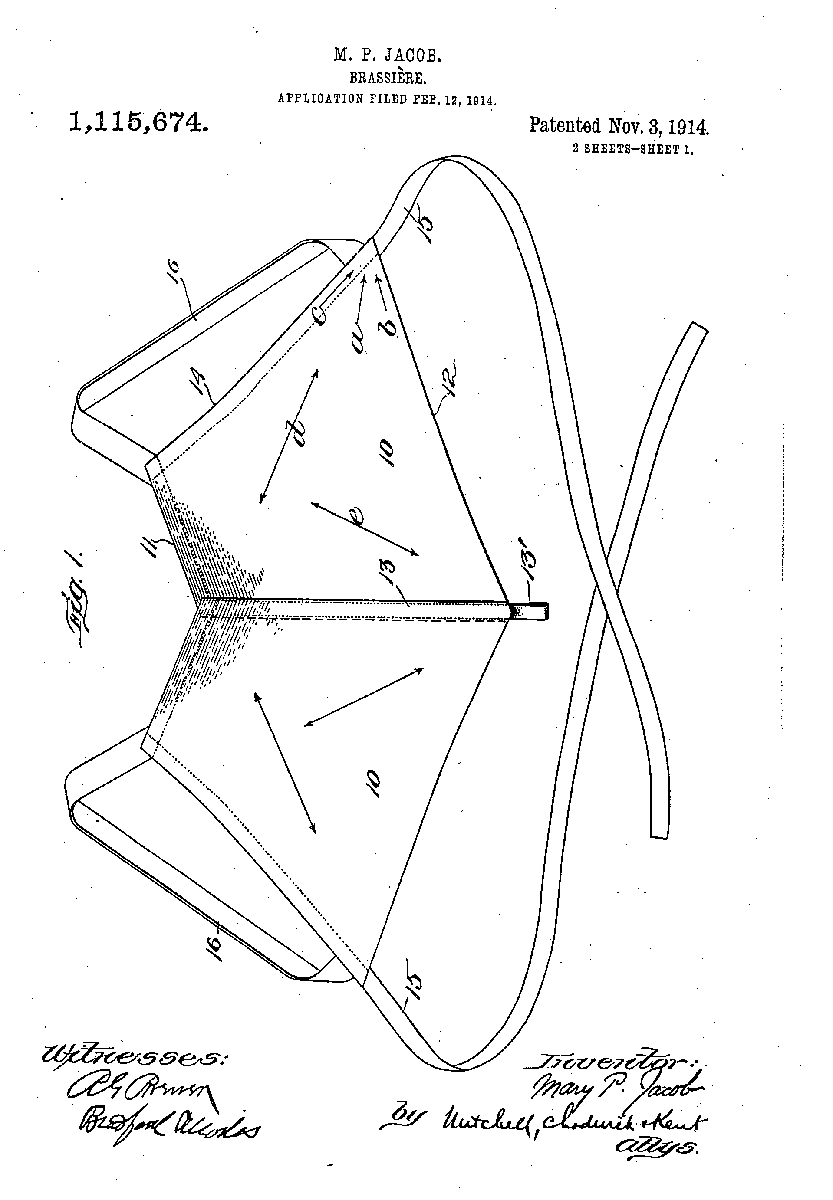
patent Marie Phelps Jacobskové z roku 1914 s názvem Backless Brassiere